# Borja (Paraguay)
Borja è un centro abitato del Paraguay, situato nel Dipartimento di Guairá. Forma uno dei 17 distretti in cui è diviso il dipartimento.

## Popolazione
Al censimento del 2002 la località contava una popolazione urbana di 298 abitanti (9.222 nel distretto).

## Caratteristiche
Fondata nel 1778 con il nome di Yhacanguazú, Borja ha in seguito preso l'attuale nome dal benefattore locale Mateo Borja. Fu elevata alla categoria di distretto nel 1951, staccandosi amministrativamente dal distretto di San Salvador.
La località ha dato i natali ad Andrés Rodríguez Pedotti, artefice del colpo di Stato che nel 1989 rovesciò la dittatura di Alfredo Stroessner e traghettatore del Paraguay verso la democrazia.